# Serge Soudoplatoff
Serge Soudoplatoff (né le 27 décembre 1954) est un entrepreneur, commentateur et auteur français spécialisé dans le domaine des technologies. 

## Distinctions
En 2010 et 2012, le magazine 01net, a nommé Serge Soudoplatoff dans la liste des 100 personnalités les plus influentes dans le domaine de l'économie digitale.

## Publications
- Avec Internet où allons-nous ?, Le Pommier, 2004 (ISBN 978-2-7465-0210-9)
- La multinationale française, 2011 (ISBN 978-1-4467-5001-8) roman
- Le monde avec Internet, Apprendre, travailler, partager et créer à l'ère du numérique, Fyp éditions, 2012
- Le blockchain, ou la confiance distribuée, Fondation pour l'innovation politique, 2017 en collaboration avec Yves Caseau
- L'intelligence artificielle : l'expertise partout accessible à tous, Paris, Fondation pour l'innovation politique-Fondapol, 2018, 55 p. (ISBN 978-2-36408-151-2)
- Le numérique au secours de la santé, Fondation pour l'innovation politique-Fondapol, 2019